# You Light Up My Life
You Light Up My Life (Brasil: Luz da Minha Vida ) é um filme norte-americano de 1977, do gênero filme de drama, dirigido por Joseph Brooks e estrelado por Didi Conn e Joe Silver.
You Light Up My Life é uma produção barata, valorizada pelos protagonistas Didi Conn e Joe Silver.
O filme é mais lembrado pela canção título, que recebeu o Oscar e o Globo de Ouro da categoria. Além disso, tornou-se um dos grandes sucessos do ano quando regravada por Debby Boone. No filme, a canção foi interpretada por Kasey Cisyk.

## Sinopse
Laurie Robinson está no show business desde criança. Seu sonho é ser cantora, compositora e atriz. Para agradar o pai, Si Robinson, ela tenta ser uma comediante, como ele próprio. Enquanto faz testes para tudo que aparece, Laurie namora Ken Rothenberg, mas Ken não entende suas necessidades. Muitas de suas emoções ainda precisam vir à tona antes de ela ter controle sobre sua vida.

## Principais premiações
| Patrocinador                                            | Prêmio       | Categoria              | Situação |
| ------------------------------------------------------- | ------------ | ---------------------- | -------- |
| Academia de Artes e Ciências Cinematográficas           | Oscar        | Melhor Canção Original | Vencedor |
| Associação de Correspondentes Estrangeiros de Hollywood | Golden Globe | Melhor Canção Original | Vencedor |

## Elenco
| Ator/Atriz     | Personagem      |
| -------------- | --------------- |
| Didi Conn      | Laurie Robinson |
| Joe Silver     | Si Robinson     |
| Michael Zaslow | Chris Nolan     |
| Stephen Nathan | Ken Rothenberg  |
| Melanie Mayron | Annie Gerrard   |
| Jerry Keller   | Maestro         |
| Lisa Reeves    | Carla Wright    |
| John Gowans    | Charley Nelson  |